# استیو کوگی
استیو کوگی (انگلیسی: Steve Cuggy؛ زادهٔ ۱۸ مارس ۱۹۷۱) بازیکن فوتبال، و سرمربی (فوتبال) اهل بریتانیا است.
از باشگاه‌هایی که در آن بازی کرده‌است می‌توان به باشگاه فوتبال بلیث اسپارتانس اشاره کرد.